# Cyanoplax hartwegii
Cyanoplax hartwegii is een keverslakkensoort uit de familie van de Tonicellidae. De wetenschappelijke naam van de soort werd als Chiton hartwegii in 1855 voor het eerst geldig gepubliceerd door Carpenter.
De keverslak C. hartwegii kan een lengte bereiken van 31 millimeter. Het is een groen tot groenbruine keverslak met een donkergrijze gordel. Daarnaast heeft de soort zwarte strepen en vlekken over de verschillende schilddelen heen lopen. C. hartwegii komt voor in de oostelijke Stille Oceaan, vanaf Alaska tot Mexico en andere delen van de Verenigde Staten.